# Aeroportul Canefield
Aeroportul Canefield (IATA: DCF, ICAO: TDCF) este un aeroport din Dominica ce deservește zona Roseau. Aeroportul a fost tranzitat în 2015 de 3.686 de pasageri.
Situat la o altitudine de 4 m, aeroportul dispune de 1 pistă.

## Infrastructură

### Piste
Aeroportul dispune de o singură pistă. Pista are orientarea 01/19. 